# Гранвілл (Айова)
Гранвілл (англ. Granville) — місто (англ. city) в США, в окрузі Сіу штату Айова. Населення — 310 осіб (2020).

## Географія
Гранвілл розташований за координатами 42°59′7″ пн. ш. 95°52′29″ зх. д. / 42.98528° пн. ш. 95.87472° зх. д. (42.985228, -95.874832).  За даними Бюро перепису населення США в 2010 році місто мало площу 0,74 км², уся площа — суходіл.

## Демографія
Згідно з переписом 2010 року, у місті мешкало 312 осіб у 138 домогосподарствах у складі 84 родин. Густота населення становила 421 особа/км².  Було 161 помешкання (217/км²).
Расовий склад населення:
| - 89,7 % — білих - 0,6 % — чорних або афроамериканців - 0,3 % — азіатів - 7,4 % — осіб інших рас |

До двох чи більше рас належало 1,9 %. Частка іспаномовних становила 13,1 % від усіх жителів.
За віковим діапазоном населення розподілялося таким чином: 23,7 % — особи молодші 18 років, 56,1 % — особи у віці 18—64 років, 20,2 % — особи у віці 65 років та старші. Медіана віку мешканця становила 41,7 року. На 100 осіб жіночої статі у місті припадало 108,0 чоловіків;  на 100 жінок у віці від 18 років та старших — 114,4 чоловіків також старших 18 років.
Середній дохід на одне домашнє господарство  становив 59 619 доларів США (медіана — 59 167), а середній дохід на одну сім'ю — 74 326 доларів (медіана — 68 125). Медіана доходів становила 44 375 доларів для чоловіків та 26 364 долари для жінок. За межею бідності перебувало 7,6 % осіб, у тому числі 4,3 % дітей у віці до 18 років та 17,6 % осіб у віці 65 років та старших.
Цивільне працевлаштоване населення становило 207 осіб. Основні галузі зайнятості: виробництво — 26,1 %, освіта, охорона здоров'я та соціальна допомога — 24,6 %, роздрібна торгівля — 11,6 %, сільське господарство, лісництво, риболовля — 7,2 %.